# Yakima (ciruela)
Yakima es una variedad cultivar de ciruelo (Prunus domestica), de las denominadas ciruelas europeas.
Una variedad de ciruela obtenida por T. Suksdorf en Bingen, (Washington) alrededor de 1902. 
Las frutas son de tamaño grande, piel de color rosa púrpura, recubierta de capa fina de pruina azul pálido, y su pulpa color amarillo calabaza brillante, con textura medianamente jugosa, y sabor dulce.
Tolera las zonas de rusticidad según el departamento USDA, de nivel 1 a 3.

## Historia
'Yakima' es una variedad de ciruela obtenida por T. Suksdorf en Bingen, (Washington) alrededor de 1902, e introducido en los circuitos comerciales por los viveros del Estado de Washington alrededor de 1925.
'Yakima' está cultivada en diversos bancos de germoplasma de cultivos vivos, tales como en National Fruit Collection (Colección Nacional de Fruta) de Reino Unido con el número de accesión: 1955-061 y Nombre Accesión : Yakima. Fue introducida en el "Probatorio Nacional de Fruta" para evaluar sus características en 1955.

## Características
'Yakima' árbol de tamaño mediano de crecimiento fuerte con copa densa. Da la mejor cosecha en una posición soleada plantada en un suelo nutritivo y bien drenado. Tiene un tiempo de floración que comienza a partir del 14 de abril con el 10% de floración, para el 19 de abril tiene una floración completa (80%), y para el 28 de abril tiene un 90% de caída de pétalos.
'Yakima' tiene una talla de tamaño grande, de forma ovalada ligeramente oblonga, con peso promedio de 86.60 g;epidermis tiene una piel de grosor medio y color rosa púrpura, recubierta de capa fina de pruina azul pálido, sutura con línea difuminada, de color algo más oscuro que el fruto, situada en una depresión, algo más acentuada junto a cavidad peduncular; pedúnculo de longitud medio de calibre mediano, de longitud promedio de 18.97 mm, con la cavidad del pedúnculo estrecha; pulpa de color amarillo calabaza brillante, con textura medianamente jugosa, y sabor dulce.
Hueso de fácil deshuesado, grande, alargado, zona ventral poco sobresaliente, superficie rugosa.
Su tiempo de recogida de cosecha se inicia en la última decena de agosto.

## Progenie
'Yakima' es el "Parental Padre" de la variedad de ciruela 'Jubileum' obtenida en la década de 1980 en "Balsgard (SLU)" en el sur de Suecia.

## Usos
Se usa comúnmente como postre fresco de mesa buena ciruela de postre de fines de verano, y muy apta para procesamientos de conservas y de mermeladas.

## Cultivo
Características generales, variedad que está bien adaptada a los climas del norte, es una de las ciruelas europeas más resistentes, por lo que es una buena opción para los climas más fríos. Requiere ubicaciones soleadas, suelo fértil con suficiente humedad.
Variedad cultivada principalmente en los estados del norte de Estados Unidos, Canadá, Suecia, Reino Unido, y Noruega.